# The Secret of Monkey Island
The secret of Monkey Island is een grafisch avonturenspel van Lucasfilm Games (later hernoemd naar LucasArts) in 1990. Het spel werd ontworpen door Ron Gilbert, Tim Schafer en Dave Grossman. Dit spel behoort tot de Monkey Island-serie. In 2009 bracht LucasArts een remake uit.

## Plot
Het spel bestaat uit 4 hoofdstukken.

### The three trials
Guybrush Threepwood arriveert op het Caraïbische eiland "Mêlée" en wil piraat worden. Daarvoor moet hij van de drie piratenleiders drie opdrachten met succes uitvoeren:
- in een zwaardgevecht "Meesteres Carla" verslaan;
- een beeldje stelen uit de residentie van de gouverneur;
- een verborgen schat zien te vinden.

Tijdens deze opdrachten ontmoet Guybrush heel wat andere personages. Zowat iedereen keert weleens terug in de vervolgdelen.
- de voodoodame: ze voorspelt de toekomst en heeft kennis van voodoo. Haar naam wordt nooit kenbaar gemaakt;
- de drie mannen van lage moraal: zij verkopen aan Guybrush een kaart met aanwijzingen waar hij een schat kan vinden;
- Elaine Marley: de gouverneur van het eiland Mêlée. Guybrush wordt in een oogopslag verliefd op haar;
- Otis: een gevangene die "slachtoffer is van de maatschappij";
- Stan: verkoper van tweedehands boten;
- Meathook: een man met haken als handen. Hij heeft in een bunker het "gevaarlijkste beest" opgesloten dewelke zijn handen heeft afgebeten;
- Carla: de zwaardvechtster.

### The Journey
Terwijl Guybrush bovenstaande opdrachten uitvoert, wordt Elaine ontvoerd door de geest-piraat LeChuck. LeChuck is ook verliefd op Elaine en wil met haar trouwen. Hij heeft haar meegenomen naar het mysterieuze en onbekende "Monkey Island" en verbergt haar in de "ondergrondse spelonken van vlees". Wanneer Guybrush dit verneemt, stelt hij een bemanning samen (Carla, Meathook en Otis) en gaan ze op zoek naar Monkey Island om Elaine te bevrijden.
Tijdens de reis muit de bemanning.  Ze willen liever zonnebaden en willen dat Guybrush hen verder met rust laat.
Guybrush vindt een voodoorecept dat hem naar Monkey Island brengt. Wanneer het recept af is, volgt er een ontploffing waardoor Guybrush bewusteloos neervalt.  Als hij weer wakker wordt, ligt de boot voor Monkey Island. Omdat er geen reservesloep is, katapulteert Guybrush zich met een kanon naar het eiland.

### Under Monkey Island
Eenmaal aangekomen op Monkey Island ontmoet Guybrush de bizarre kluizenaar Herman Toothrot. Even later wordt Guybrush gevangengenomen door de lokale kannibalenstam. Nadat Guybrush is ontsnapt en hij de kannibalen hun gestolen afgodbeeldje en bananenplukker heeft terugbezorgd, zijn de kannibalen bereid voor hem een "voodoo root elixer" te maken dat geesten vernietigt. Er is één probleem: het belangrijkste ingrediënt werd gestolen door LeChuck. Guybrush moet eerst dit ingrediënt zien te vinden. Hij krijgt van de kannibalen een magisch kompas waarmee hij kan navigeren in de "ondergrondse spelonken van vlees". Het kompas heeft nog een halsketting dat de drager ervan onzichtbaar maakt.
Nadat Guybrush dit ingrediënt heeft gevonden, prepareren de kannibalen het "voodoo root elixer". Daarna snelt hij terug naar de ondergrondse spelonken. Hij is echter te laat: LeChuck is reeds vertrokken naar Mêlée Island om te trouwen met Elaine.

### Guybrush kicks butt
Guybrush gaat met spoed terug naar Mêlée Island waar hij het huwelijk tracht te voorkomen. Wanneer hij Lechuck wil vernietigen met het "voodoo root elixer", laat hij dit vallen waardoor het onbruikbaar wordt. Als alternatief gebruikt hij dan maar "gewoon root beer". Blijkbaar werkt dit want LeChuck ontploft, wat een mooi vuurwerkspektakel met zich meebrengt.

## Twee eindscènes mogelijk
In het onderdeel "Under Monkey Island" dient Guybrush een rotsblok te katapulteren.  De katapult kan men op meerdere standen instellen.  Een van die standen zorgt ervoor dat het rotsblok in zee belandt en zijn schip doet zinken.  Als het schip zinkt, loopt het verhaal ietwat anders.

### Wanneer het schip niet zinkt
Nadat Guybrush van de kannibalen het "voodoo root elexir" krijgt, keert hij terug naar de ondergrondse spelonken waar het schip van LeChuck is verborgen.  Daar blijkt dat LeChuck met zijn schip is vertrokken naar Mêlée Island om te huwen met Elaine.  Vervolgens komen Otis, Carla en Meathook op.  Guybrush vraagt zich af hoe ze hem hebben gevonden en hoe ze konden navigeren in de spelonken zonder het speciale kompas.  Hij krijgt enkel als antwoord dat het heel eenvoudig was om hem te vinden.  Guybrush vaart met zijn schip en bemanning naar Mêlée Island.  Vervolgens is Guybrush te zien op de kade van Mêlée Island waar hij zegt dat zijn bemanning terug gaan zonnebaden is.  Helemaal op het einde van het spel vraagt Guybrush zich af hoe het met Herman Toothrot zou zijn.  Vervolgens zien we Herman op Monkey Island.  Hij vraagt zich af waar Guybrush blijft, want ze hadden een deal gemaakt dat hij met Guybrush mocht meevaren.

### Wanneer het schip wel zinkt
Nadat Guybrush van de kannibalen het "voodoo root elexir" krijgt, keert hij terug naar de ondergrondse spelonken waar het schip van LeChuck is verborgen.  Daar blijkt dat LeChuck met zijn schip is vertrokken naar Mêlée Island om te huwen met Elaine.  Vervolgens komt Herman Toothrot op.  Wanneer Guybrush zegt dat hij geen boot meer heeft, onthult Herman dat hij er jaren geleden op Monkey Island nog één heeft gevonden.  Herman heeft deze zelf niet gebruikt om het eiland te verlaten met als reden: "Wanneer je gestrand bent, is het de bedoeling dat iemand je komt redden van dat eiland. Niet dat je jezelf redt."  Guybrush en Herman varen met het door Herman gevonden schip naar Mêlée Island.  Vervolgens zien we Guybrush op de kade van Mêlée Island waar hij zegt dat Herman na de reis spoorloos is verdwenen.  Helemaal op het einde van het spel vraagt Guybrush zich af hoe het met Otis, Carla en Meathook is.  Vervolgens zien we hen op het strand van Monkey Island.  Ze zijn ervan overtuigd dat Guybrush uit wraak van hun muiterij een rotsblok op hen heeft afgevuurd.  Ze zijn heelhuids van het schip kunnen ontsnappen en zijn naar Monkey Island gezwommen waar ze nu gestrand zijn.

## Versies
- 1990: originele versie in 16 kleuren. Enkele maanden later wordt al een versie in 32 kleuren uitgebracht.
- 1992: versie in 256 kleuren op cd-rom. Dit is een mixed-cd met data- en audiosporen voor de muziek. Omwille van beperkingen kwam er voor de Sega enkel een 64 kleuren versie uit.
- 2009: high resolution versie met ingesproken tekstlijnen, nieuwe interface, verbeterde music track. De personages kregen een restyling die beter samengaat met deel 3 en 4. Enkel de "boomstronkscène" werd verwijderd omwille van support redenen (zie verder)

## Humor
De Monkey Island-reeks is in de eerste plaats een humoristisch verhaal. De opdrachten zijn eerder absurd dan reëel uitvoerbaar. Ook de teksten zijn aan de humoristische kant. Enkele voorbeelden:
- Guybrush is in staat om zijn adem tot 10 minuten in te houden
- Guybrush wordt 2 keer afgeschoten met een kanon en gebruikt enkel een kookpot als hoofdbescherming.
- Het gevaarlijkste beest is niet meer dan een papegaai
- Bij de kannibalen hangen gespietste lijken: ze hebben namen zoals Sish Kebab, Durum Kebab, ...
- Het zwaardvechten gaat niet echt over zwaardvechten, maar is eerder een wedstrijd in beledigingen. Men krijgt een belediging naar het hoofd geworpen (bijvoorbeeld: "Je vecht als een melkboer"). Als het antwoord van Guybrush de belediging overtreft (bijvoorbeeld: "Toepasselijk. Jij vecht als een koe"), krijgt de speler een punt. Het gevecht is gewonnen nadat een aantal keren na elkaar de belediging van de tegenstander werd overtroffen.
- LeChuck had in het verleden al eens een huwelijksaanzoek gedaan aan Elaine. Elaine antwoordde: "Val dood, Lechuck". LeChuck heeft dat dan ook maar gedaan en is vervolgens teruggekomen als geest.

## Trivia

### Oorsprong van de naam Guybrush
De naam Guybrush is afkomstig van de bestandsnaam van het personage. Het personage werd gecreëerd met het tekenpakket Deluxe Paint. Omdat het hoofdpersonage nog geen naam had, noemden de ontwikkelaars hem voorlopig Guy. Daar voegde men manueel het woord "Brush" aan toe. Deluxe Paint voegde daarbij nog eens de extensie .bbm. De totale naam was dus GuyBrush.bbm. Brush is een Engelse term die gebruikt wordt in tekenprogramma's.  In deze context is de beste Nederlandse vertaling "penseel".  
Er gaat nog een ander foutief verhaal de wereld rond over de naam Guybrush. Volgens sommige bronnen zou een nieuw document in Deluxe Paint "Guy" noemen en zette Deluxe Paint daar zelf de extensie ".Brush" achter. Dit is niet correct aangezien extensies in die tijd maximaal 3 karakters hadden en Deluxe paint hiervoor BBM gebruikte.

### De boomstronkscène
Naargelang het platform (PC, Amiga, ...) staat het originele spel op 4 of 8 diskettes. Op zeker ogenblik bevindt Guybrush zich in een bos. Ergens in dat bos staat een holle boomstronk. De speler kan Guybrush de opdracht geven om in de boomstronk te kijken. Er verschijnt een ondergaande gang met de melding "Steek diskette #23 in de floppy drive." Nadat men op enter drukt, wordt er gevraagd naar diskette #47 en nog eens naar diskette #114. Vervolgens zegt Guybrush: "Ik denk dat ik dit deel van het spel dan maar zal overslaan."
Veel mensen hadden niet door dat dit een inside joke was en belden massaal naar de helpdesk van LucasArts met de vraag waar deze diskettes waren. Omwille van het hoge aantal oproepen werd deze scène verwijderd in de Sega-versie. In de remake uit 2009 werd deze grap ook geschrapt.

### Grog
Grog is een alcoholische drank die onder andere wordt geserveerd in de Scumm Bar op Mêlée Island. De drie piratenleiders vertellen welke gevaarlijke producten er al dan niet in de drank zitten.
Een nieuwszender in Argentinië kwam eind 2009 met het 'schokkende' nieuws over een nieuwe alcoholische drank die zeer favoriet bleek te zijn: Grog XD. Het bestaan van deze gevaarlijke drank kwam uit nadat de nieuwszender socialenetwerksites als Facebook en Twitter had geraadpleegd. De verslaggever vermeldde welke giftige stoffen in Grog XD zitten en was ervan overtuigd dat de drank daadwerkelijk werd gedronken.
Grog XD wordt voor het eerst vermeld in Tales of Monkey Island dat in de tweede helft van 2009 werd uitgebracht.

### Scumm-bar
De naam van de bar komt van SCUMM, de interface waarmee het spel is gemaakt.

### Dood Guybrush
In heel wat andere avonturenspellen wordt het spel beëindigd wanneer het hoofdpersonage komt te sterven (bijvoorbeeld: door het eten van vergiftigd voedsel, het verliezen van een gevecht, ...).  De speler kan dan enkel verder door een savegame opnieuw in te laden.  Soms moet hij helemaal opnieuw beginnen omdat hij ergens in het begin een voorwerp moest oprapen dat hij later nodig heeft, maar waar hij nu niet meer aankan.  In de ganse Monkey Island-reeks is er slechts 1 plek waar men opnieuw moet starten (of een savegame terug inladen) en dat is in het eerste deel wanneer Guybrush meer dan 15 minuten onder water blijft.
In het onderdeel "Under Monkey Island" is er wel een Easteregg.  Wanneer Guybrush van een klif springt, komt een boodschap dat Guybrush is overleden en dat men het spel opnieuw moet opstarten.  Deze melding komt overeen met meldingen die verschijnen in avonturenspellen van Sierra Entertainment.  Wanneer men de melding wegklikt, blijkt dat Guybrush op een rubberen boom is gevallen die hem ongeschonden de lucht heeft ingekatapulteerd waardoor hij terug op het klif komt.  Het spel gaat dan verder.

## Platforms
| Jaar | Platform            |
| ---- | ------------------- |
| 1990 | DOS                 |
| 1991 | Amiga, Atari ST     |
| 1992 | FM Towns, Macintosh |
| 1993 | SEGA CD             |

## Ontvangst
| Beoordeeld door                      | Platform | Datum             | Score |
| ------------------------------------ | -------- | ----------------- | ----- |
| Puntaeclicca.it                      | DOS      | januari 1999      | 100%  |
| Aventura y Cía                       | DOS      | 14 augustus 2001  | 100%  |
| La Aventura es la Aventura           | DOS      | 30 september 2006 | 100%  |
| The Games Machine (Italy)            | DOS      | 1991              | 98%   |
| Jeuxvideo.com                        | DOS      | 17 september 2013 | 95%   |
| PC Games (Duitsland)                 | DOS      | januari 1993      | 85%   |
| Joker Verlag präsentiert: Sonderheft | Atari ST | 1993              | 84%   |
| Pixel-Heroes.de                      | Atari ST | maart 2006        | 80%   |
| Adventure Classic Gaming             | DOS      | 14 maart 1998     | 80%   |
| Sega-16.com                          | SEGA CD  | 4 september 2006  | 80%   |

## Varia
- Het spel is opgenomen in het boek 1001 Video Games You Must Play Before You Die van Tony Mott.